# Le Chant des hommes (film)
Pour plus de détails, voir Fiche technique et Distribution.
Le Chant des hommes (Rising Voices) est un film dramatique belge réalisé par Bénédicte Liénard et Mary Jimenez.

## Synopsis
L’occupation d’une église par des sans-papiers...

## Fiche technique
- Titre : Le Chant des hommes
- Réalisation : Bénédicte Liénard et Mary Jimenez
- Scénario :  Bénédicte Liénard et Mary Jimenez
- Musique : Catherine Graindorge
- Photographie : Hichame Alaouie
- Costumes : Magdalena Labuz
- Producteur : Joseph Rouschop
- Pays d’origine :  Belgique
- Genre : Drame
- Langues : Français, arabe et anglais
- Dates de sortie : Belgique : 3 février 2016

## Distribution
- Assaâd Bouab : Kader
- Ahmet Rıfat Sungar : Moktar
- Sam Louwyck : le curé
- Amine Mahjoubi: le frère de Moktar
- Maryam Zaree : Esma
- Gernas Shekhmous : Azad The Syrian
- Yassine Fadel : H Brother
- Duraid A. Ghaieb : le coiffeur
- Saïda Manaï : Najat
- Dorcy Rugamba : Joseph